# Jabuka
Jabuka (lat. Malus), biljni rod iz porodice ružovki s oko 40 priznatih vrsta. Najpoznatiji je po plodu poznatom kao jabuka, od kojih je najpoznatija vrsta domaća jabuka ili M. domestica, koja je nastala križanjem divlje vrste M. sylvestris s još nekoliko drugih vrsta: M. fusca (sin. Malus rivularis, Malus roemer), M. orientalis, M. sieversii i M. baccata.

## Priznate vrste
1. Malus angustifolia (Aiton) Michx.
2. Malus asiatica Nakai
3. Malus baccata (L.) Borkh.
4. Malus coronaria (L.) Mill.
5. Malus crescimannoi Raimondo
6. Malus daochengensis C. L. Li
7. Malus delavayi (Franch.) comb. ined.
8. Malus docynioides C. K. Schneid.
9. Malus domestica (Suckow) Borkh.
10. Malus doumeri A. Chev.
11. Malus fusca (Raf.) C. K. Schneid.
12. Malus halliana Koehne
13. Malus honanensis Rehder
14. Malus hupehensis (Pamp.) Rehder
15. Malus ioensis (Alph. Wood) Britton
16. Malus jinxianensis J. Q. Deng & J. Y. Hong
17. Malus kansuensis (Batalin) C. K. Schneid.
18. Malus komarovii (Sarg.) Rehder
19. Malus leiocalyca S. Z. Huang
20. Malus longiunguis (Q. Luo & J. L. Liu) comb. ined.
21. Malus mandshurica (Maxim.) Kom.
22. Malus muliensis T. C. Ku
23. Malus ombrophila Hand.-Mazz.
24. Malus orientalis Uglitzk.
25. Malus prattii (Hemsl.) C. K. Schneid.
26. Malus prunifolia (Willd.) Borkh.
27. Malus rockii Rehder
28. Malus sikkimensis (Wenz.) Koehne ex C. K. Schneid.
29. Malus spectabilis (Aiton) Borkh.
30. Malus spontanea (Makino) Makino
31. Malus sylvestris Mill.
32. Malus toringo (Siebold) de Vriese
33. Malus toringoides (Rehder) Hughes
34. Malus transitoria (Batalin) C. K. Schneid.
35. Malus tschonoskii (Maxim.) C. K. Schneid.
36. Malus turkmenorum Juz. & Popov
37. Malus yunnanensis (Franch.) C. K. Schneid.
38. Malus zhaojiaoensis N. G. Jiang
39. Malus ×dasyphylla Borkh.
40. Malus ×dawsoniana Rehder
41. Malus ×floribunda Siebold ex Van Houtte
42. Malus ×kaido (Wenz.) Pardé
43. Malus ×oxysepala Czarna
44. Malus ×platycarpa Rehder
45. Malus ×soulardii (L. H. Bailey) Britton
46. Malus ×zumi (Matsum.) Rehder

## Galerija
- Malus hupehensis
- Malus baccata
- Malus sylvestris, stablo
- Divlje jabuke, Malus sylvestris
- Malus orientalis
- Malus asiatica
- Malus yunnanensis
- Malus florentina
- Malus niedzwetzkyana